# L’Épinay-le-Comte
L’Épinay-le-Comte ist eine Commune déléguée in der französischen Gemeinde Passais Villages mit 165 Einwohnern (Stand: 1. Januar 2022) im Département Orne. Die Einwohner werden Épicomtois genannt.
Die Gemeinde L’Épinay-le-Comte wurde am 1. Januar 2016 mit Passais und Saint-Siméon zur Commune nouvelle Passais Villages. Sie hat seither den Status einer Commune déléguée.

## Geographie
L’Épinay-le-Comte liegt etwa 66 Kilometer westlich von Alençon.

## Bevölkerungsentwicklung
| Jahr                      | 1962 | 1968 | 1975 | 1982 | 1990 | 1999 | 2006 | 2013 |
| Einwohner                 | 405  | 381  | 306  | 262  | 239  | 188  | 184  | 188  |
| Quelle: Cassini und INSEE |      |      |      |      |      |      |      |      |

## Sehenswürdigkeiten
- Kirche Saint-Céneri aus dem 19. Jahrhundert

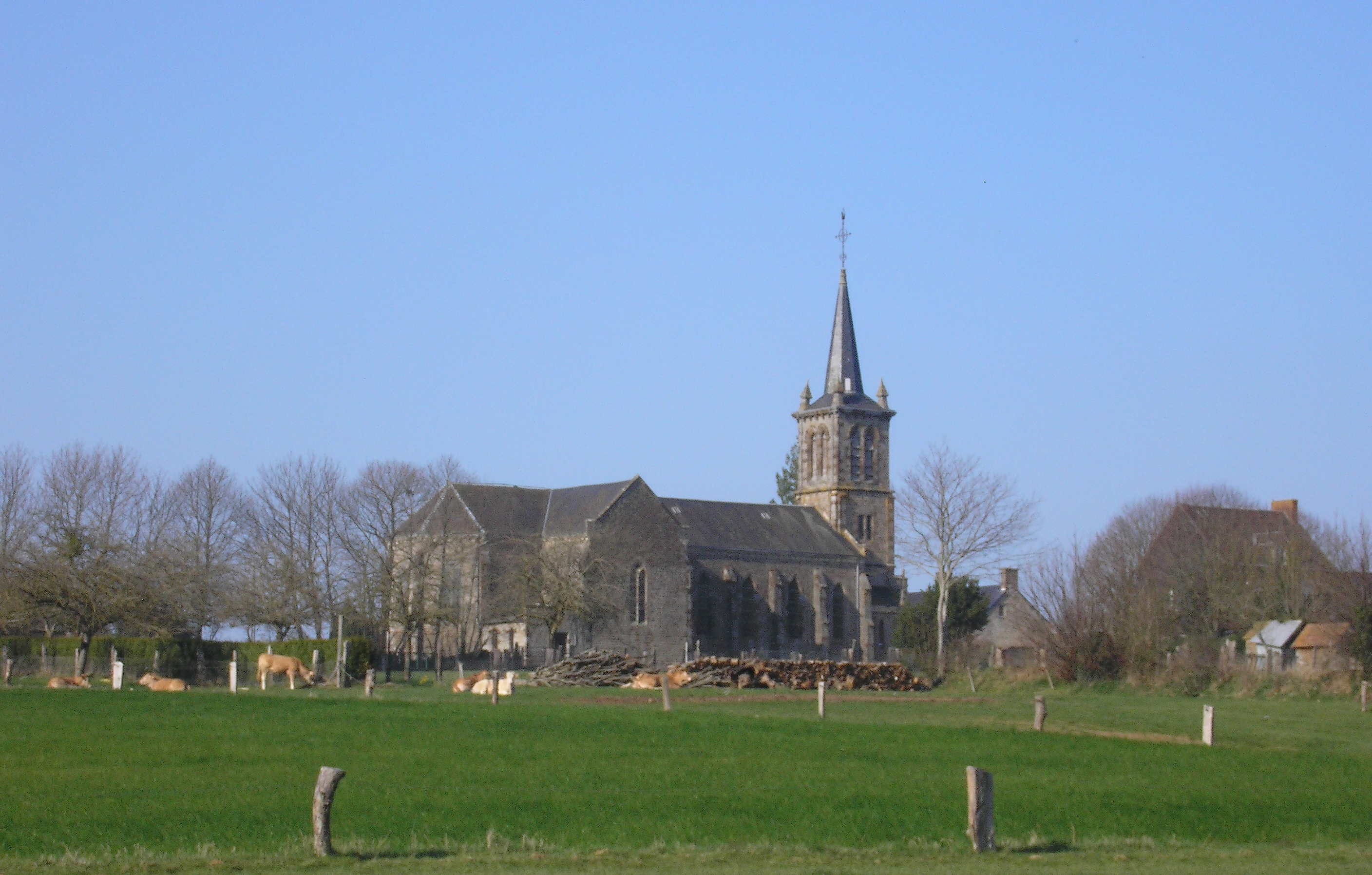
Kirche Saint-Céneri

- Herrenhaus, Monument historique